# Skegrie mölla
Skegrie mölla  eller Skegrie väderkvarn, er en vindmølle i Skegrie i Trelleborgs kommun i det sydlige Skåne.
Der har stået en vindmølle på dette sted siden 1805. Den nuværende hollandske vindmølle er opført i 1897, efter en orkan i 1895 fik vingerne til at rotere så voldsomt, at trækonstruktionen antændtes og begyndte at brænde. Vindmøllen i Skegrie står urørt med komplet mølleudrustning siden 1940'erne og doneredes til Skytts Härads Hembygdsförening i 1966, som nu står for vedligeholdelse af den fortsat funktionsduelige vindmølle, der totalrenoveredes i 1977. Skegrie Vindmølle erklæredes byggnadsminne den 30. september 2004.